# Vincenzo Maria Strambi
Vincenzo Maria Strambi (Civitavecchia, 1º gennaio 1745 – Roma, 1º gennaio 1824) è stato un vescovo cattolico e religioso italiano della Congregazione della Passione di Gesù Cristo; resse come vescovo le diocesi di Macerata e Tolentino. Fu proclamato santo da papa Pio XII nel 1950.

## Biografia
Nel 1762, nonostante le resistenze famigliari, entra nel seminario di Montefiascone. Frequenta il Collegio Nuovo di Roma. A Bagnoregio diventa diacono nel 1767 e nello stesso anno viene consacrato sacerdote.
Entra nella Congregazione dei Passionisti di San Paolo della Croce. Diventa famoso come predicatore, fino a diventare nel 1792 postulatore generale, viene poi nominato vescovo di Macerata e Tolentino nel 1801.
Si deve a lui la costruzione di un nuovo seminario e di un nuovo ricovero per gli anziani, l'ampliamento dell'orfanotrofio e del Conservatorio di Tolentino.
Avendo rifiutato di giurare fedeltà all'imperatore Napoleone, nel 1808 viene relegato prima a Novara e poi a Milano l'anno successivo. Alla fine del 1823 il papa lo vuole come consigliere.
Morì il 1º gennaio 1824, nel giorno del suo 79º compleanno, e fu sepolto nella basilica dei Santi Giovanni e Paolo.

## Culto
Viene beatificato da Pio XI il 26 aprile 1925 e canonizzato da Pio XII l'11 giugno 1950. La sua Memoria liturgica cade il 1º gennaio.
Il 12 novembre 1957 il suo corpo viene trasferito nella chiesa di San Filippo di Macerata. Nel Duomo di San Giuliano a Macerata si trova invece un suo cenotafio.

## Genealogia episcopale
La genealogia episcopale è:
- Cardinale Scipione Rebiba
- Cardinale Giulio Antonio Santori
- Cardinale Girolamo Bernerio, O.P.
- Arcivescovo Galeazzo Sanvitale
- Cardinale Ludovico Ludovisi
- Cardinale Luigi Caetani
- Cardinale Ulderico Carpegna
- Cardinale Paluzzo Paluzzi Altieri degli Albertoni
- Papa Benedetto XIII
- Papa Benedetto XIV
- Papa Clemente XIII
- Cardinale Giovanni Francesco Albani
- Cardinale Leonardo Antonelli
- Vescovo Vincenzo Maria Strambi, C.P.